# Zruč-Senec
Zruč-Senec är en by och en kommun i Tjeckien. Den ligger i regionen Plzeň, i den västra delen av landet. Zruč-Senec ligger 360 meter över havet och antalet invånare är 3 176.